# Aéroport d'Orlando-Melbourne
Pour les articles homonymes, voir Aéroport d'Orlando.
Ne doit pas être confondu avec Aéroport Melbourne-Tullamarine.
L'aéroport international d' Orlando-Melbourne (code IATA : MLB • code OACI : KMLB • code FAA : MLB) est un aéroport public 2,4km au nord-ouest du centre-ville de Melbourne, dans le comté de Brevard, Floride, États-Unis.

## Situation
| Daytona Beach Fort Lauderdale Fort Myers Gainesville Jacksonville Key West Orlando-Melbourne Miami Orlando Orlando-Sanford Panama City Pensacola Punta Gorda Sarasota-Bradenton St. Augustine St. Petersburg-Clearwater Tallahassee Tampa Valparaiso Palm Beach Naples Vero Beach |

## Compagnies aériennes et destinations
| Compagnies        | Destinations                                                  |
| ----------------- | ------------------------------------------------------------- |
| American Airlines | Charlotte-Douglas                                             |
| American Eagle    | Charlotte-Douglas, Philadelphie En saison : Washington-Reagan |
| Delta Air Lines   | Atlanta H.-Jackson                                            |

Édité le 16/05/2020

## Galerie

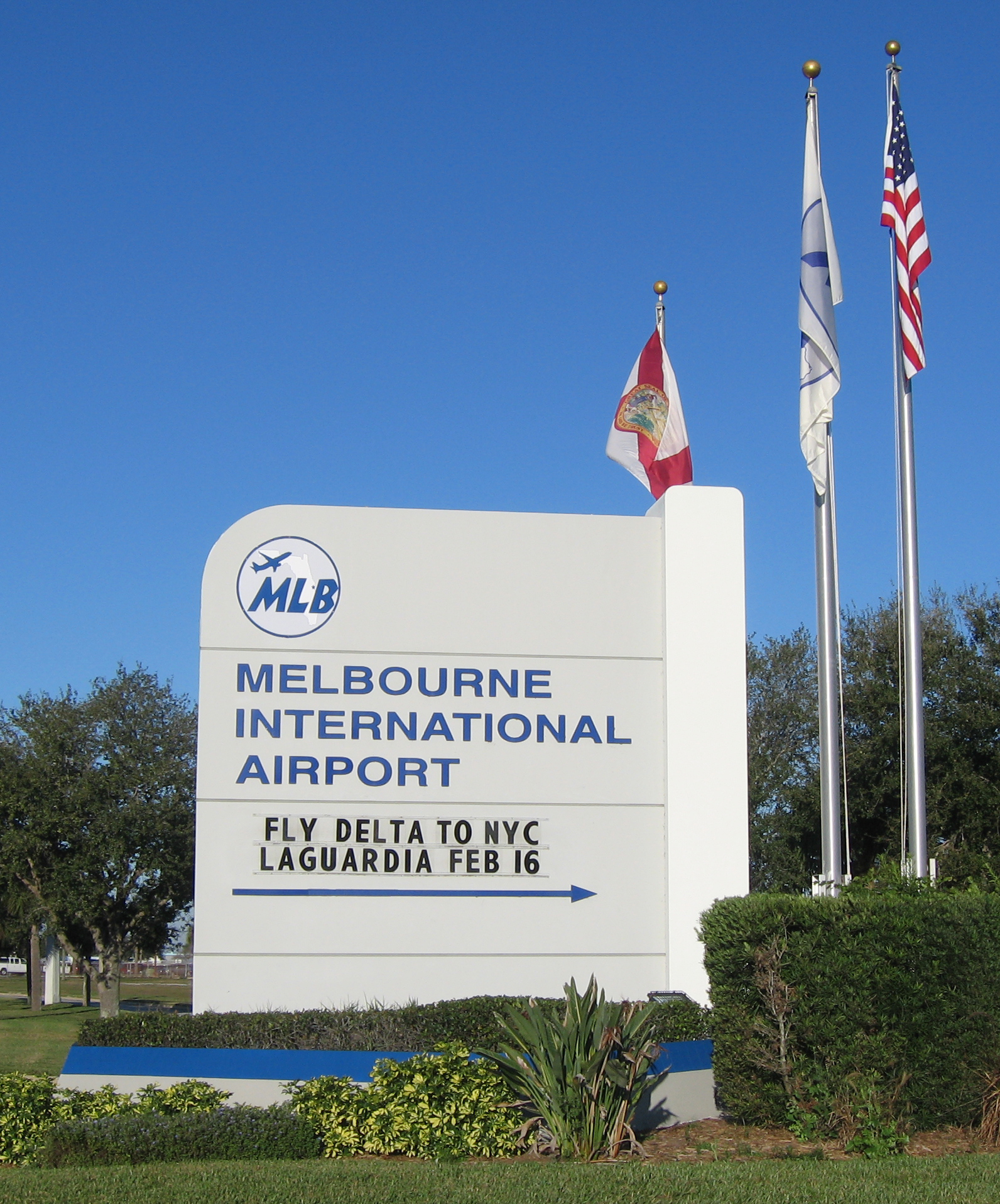
A l'entrée de l'aéroport International de Melbourne
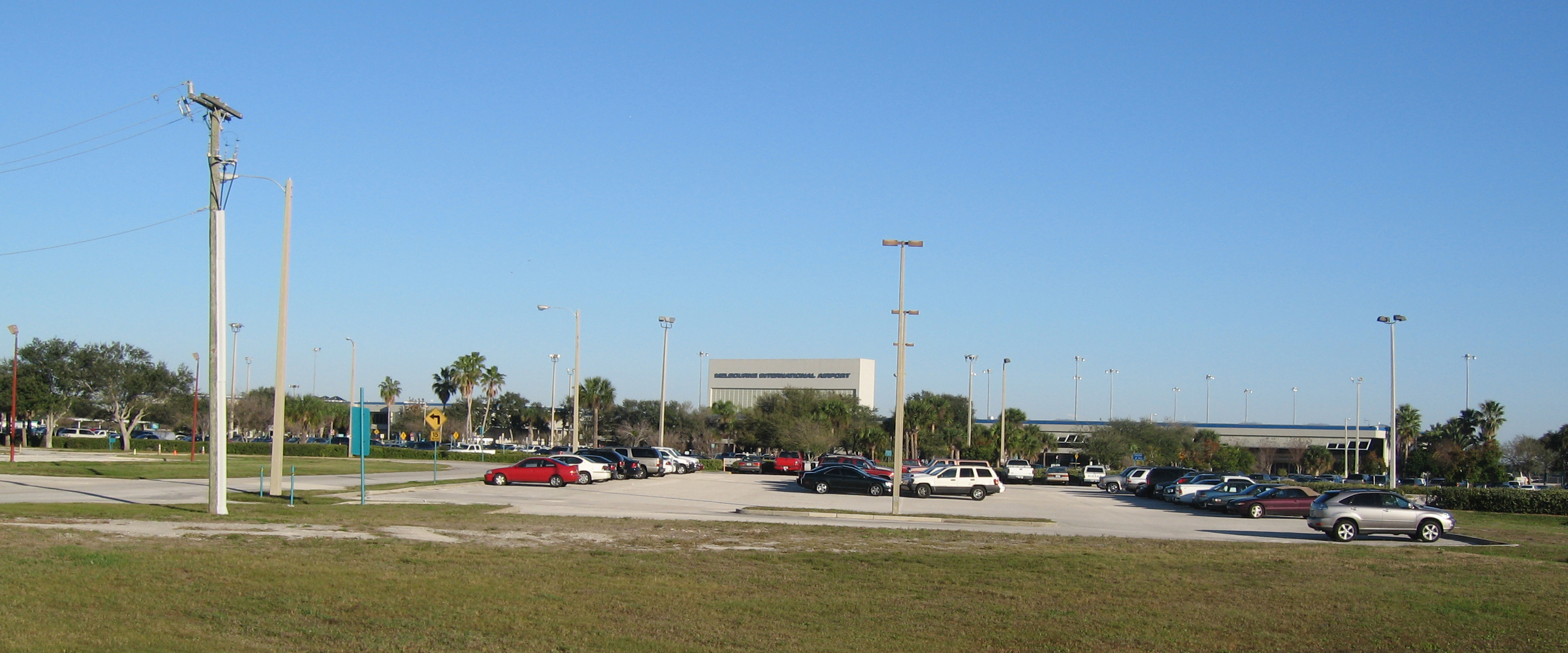
Vue de face de l'aéroport
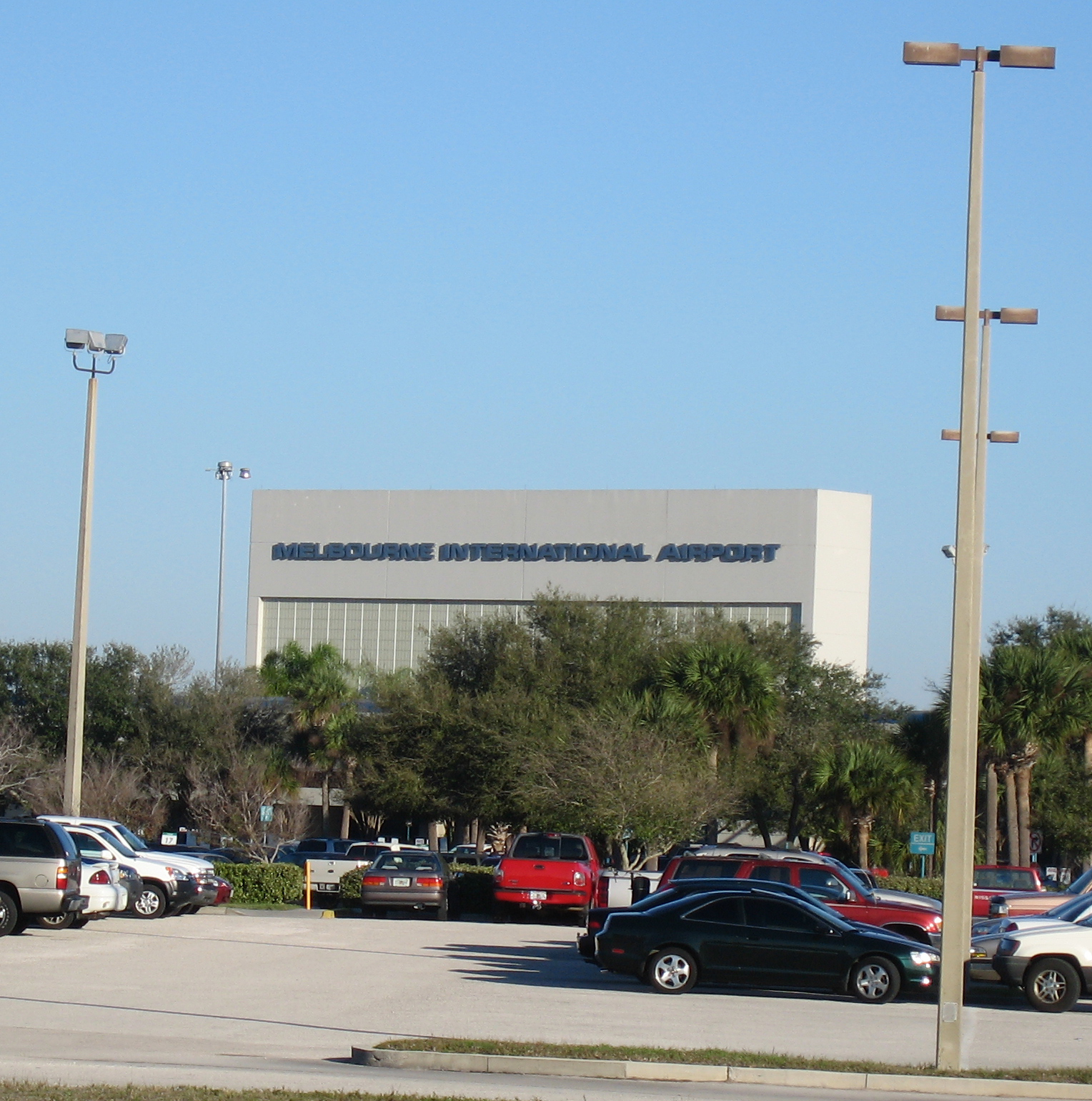
Vue de face de l'aérogare principale